# المپیاد جهانی نجوم و اخترفیزیک

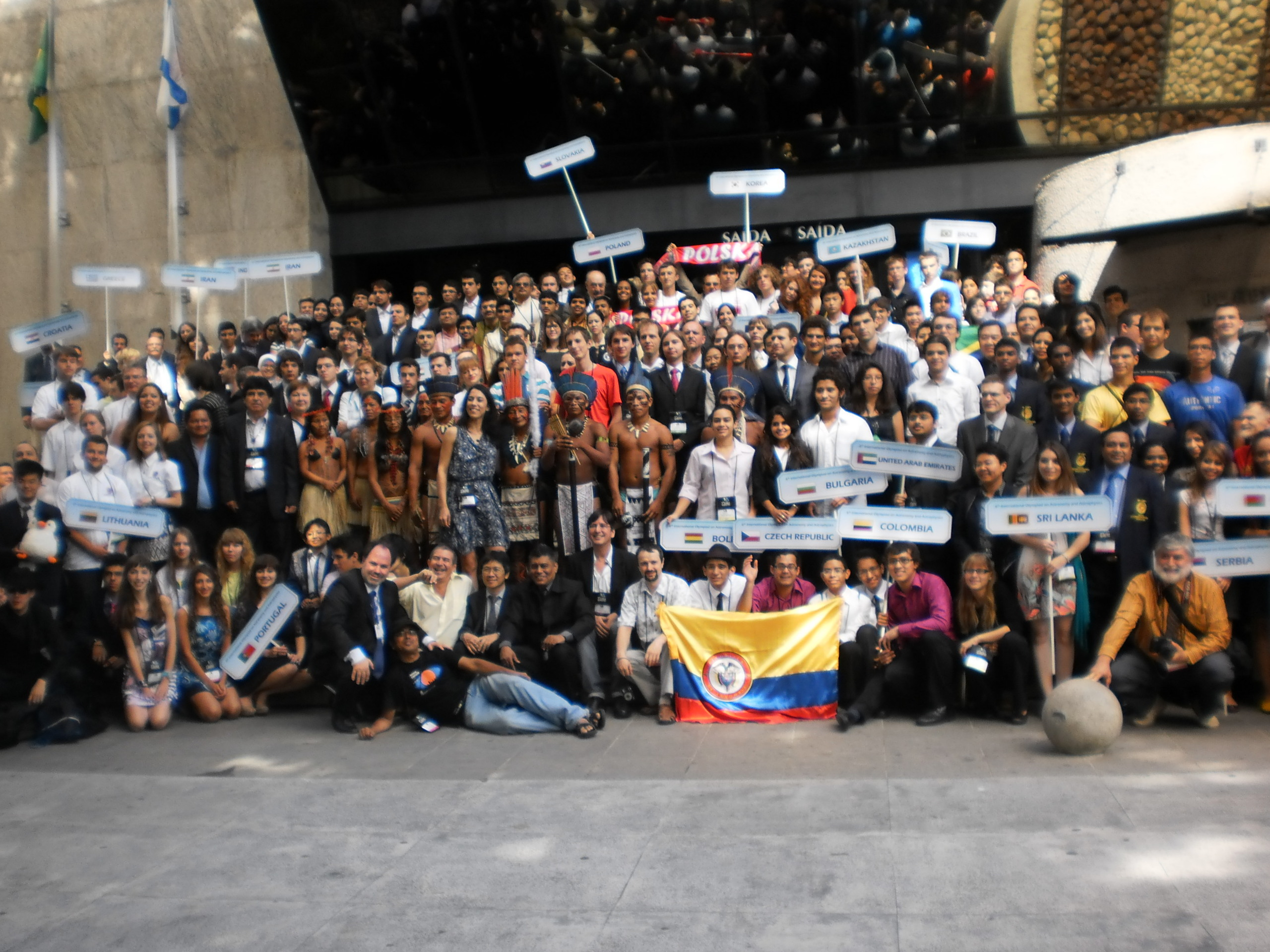
تصویر رسمی المپیاد جهانی نجوم و اخترفیزیک ۲۰۱۲، در Rio Planetarium، ریو دو ژانیرو، برزیل.

المپیاد جهانی اخترشناسی (نجوم) و اختر فیزیک (IOAA) (انگلیسی: International Olympiad on Astronomy and Astrophysics) مسابقه‌ای بین‌المللی در نجوم و اخترفیزیک است که در بین دانش‌آموزان دبیرستانی برگزار می‌شود.
نخستین المپیاد جهانی نجوم و اخترفیزیک در چیانگ مای، تایلند در نوامبر/دسامبر ۲۰۰۷ برگزار شد. پس از آن مسابقات سالانه در طی اوت/سپتامبر یا اکتبر در اندونزی (۲۰۰۸)، ایران (۲۰۰۹)، چین (۲۰۱۰)، لهستان (۲۰۱۱)، برزیل (۲۰۱۲)، یونان (۲۰۱۳)، رومانی (۲۰۱۴) و برای بار دوم در اندونزی (۲۰۱۵) برگزار شد.

## تاریخچه
ایدهٔ المپیاد نجوم و اخترفیزیک توسط نمایندگان تایلند، اندونزی، ایران، چین و لهستان مطرح شد. هدف از این پیشنهاد، ایجاد یک مسابقه سطح بالا در رده دبیرستان و همچنین پیشرفت آموزش نجوم و اخترفیزیک در کشورهای مختلف بود. این ایده با موافقت سایر کشورها مواجه شد و این مسابقات جدید، المپیاد جهانی نجوم و اخترفیزیک نام گرفت و اولین دوره آن در تایلند و در سال ۲۰۰۷ برگزار شد.
لازم است ذکر شود مسابقات مشابهی به‌طور موازی و از سال ۱۹۹۶ در حال برگزاری است که المپیاد جهانی نجوم (IAO) خوانده می‌شود. قبل از ایجاد المپیاد جدید، بیشتر کشورها از جمله ایران در این المپیاد شرکت می‌کردند.
در دوره اول المپیاد جهانی نجوم و اخترفیزیک که در نوامبر/دسامبر ۲۰۰۷ برگزار شد، کشورهای آذربایجان، بنگلادش، بلاروس، بولیوی، برزیل، چین، یونان، هند، اندونزی، ایران، کره جنوبی، لائوس، لیتوانی، میانمار، لهستان، رومانی، سنگاپور، اسلواکی، سری‌لانکا، تایلند و اوکراین شرکت کردند.
در دوره دوم که در اوت ۲۰۰۸ برگزار شد، ۲۲ کشور (شامل یک تیم از کامبوج و یک ناظر از مالزی) شرکت کردند.
دوره سوم در اکتبر ۲۰۰۹ در تهران و با حضور ۲۰ کشور برگزار شد که دو کشور صربستان و قزاقستان برای اولین بار در این مسابقات شرکت کردند. آزمون رصد این دوره در کاروانسرای ده نمک برگزار شد.
دوره چهارم در سپتامبر ۲۰۱۰ و در پکن برگزار شد. ۱۱۴ شرکت‌کننده از ۲۳ کشور در این مسابقات حضور داشتند. (روسیه، جمهوری چک و فیلیپین برای اولین بار در این سال در مسابقات حضور یافتند.
دوره پنجم در لهستان در اوت/ سپتامبر ۲۰۱۱ برگزار شد. در این سال، مسابقات برای اولین بار در اروپا برگزار شد. ۲۶ کشور در مسابقات حضور داشتند که شامل کشورهای تازه‌وارد بلغارستان، کرواسی، کلمبیا، مجارستان و پرتغال می‌شد.
دوره ششم در اوت ۲۰۱۲ در برزیل برگزار شد. این اولین دوره مسابقات در قاره آمریکا بود. ۲۸ کشور در این مسابقات حضور داشتند.
دوره هفتم در یونان در ژوئیه/اوت ۲۰۱۳ برگزار شد. ۳۹ تیم از ۳۵ کشور در این مسابقات حضور داشتند. (برای اولین بار: ایالات متحده آمریکا، قبرس، ارمنستان، جمهوری مقدونیه، نیوزیلند، مالزی و کانادا)
دوره هشتم در اوت ۲۰۱۴ در رومانی برگزار شد. در این مسابقات، ۴۲ تیم از ۳۷ کشور حضور داشتند که کشورهای پاکستان، مولداوی، مکزیک، نپال و مونته‌نگرو برای اولین بار در مسابقات حضور پیدا کرده بودند.

### کشورهای میزبان المپیاد جهانی نجوم و اخترفیزیک
| دوره | سال  | کشور میزبان | شهر میزبان                 | برنده مطلق                     | نمایندگان کشورها | برنده تیمی | وبگاه     |
| ---- | ---- | ----------- | -------------------------- | ------------------------------ | ---------------- | ---------- | --------- |
| ۱    | ۲۰۰۷ | تایلند      | چیانگ مای                  | تایلند Suwun Suwunnarat        | ۲۱               |            |           |
| ۲    | ۲۰۰۸ | اندونزی     | باندونگ                    | هند Nitin Jain                 | ۲۲               |            |           |
| ۳    | ۲۰۰۹ | ایران       | تهران                      | هند Nitin Jain                 | ۲۰               |            |           |
| ۴    | ۲۰۱۰ | چین         | پکن                        | لهستان Przemysław Mróz         | ۲۳               |            |           |
| ۵    | ۲۰۱۱ | لهستان      | خوژوف / کاتوویتسه / کراکوف | جمهوری چک Stanislav Fort       | ۲۶               |            | IOAA 2011 |
| ۶    | ۲۰۱۲ | برزیل       | ریو دو ژانیرو / Vassouras  | لیتوانی Motiejus Valiūnas      | ۲۸               |            | IOAA 2012 |
| ۷    | ۲۰۱۳ | یونان       | ولس                        | رومانی Denis Turcu             | ۳۵               |            |           |
| ۸    | ۲۰۱۴ | رومانی      | سوچه‌آوا / گورا هومورول     | رومانی Denis Turcu             | ۴۲               |            |           |
| ۹    | ۲۰۱۵ | اندونزی     | ماگلانگ / سمارانگ          | اندونزی Joandy Leonata Pratama | ۴۱               |            |           |
| ۱۰   | ۲۰۱۶ | هند         | بوبانسور                   | هند Ameya Patwardhan           | ۴۲               |            | IOAA 2016 |
| ۱۱   | ۲۰۱۷ | تایلند      | پوکت                       | اسلوونی Aleksej Jurca          | ۴۴               |            | IOAA 2017 |
| ۱۲   | ۲۰۱۸ | چین         | پکن                        | روسیه Stanislav Tsapaev        | ۳۹               |            | IOAA 2018 |
| ۱۳   | ۲۰۱۹ | مجارستان    | کست‌هی و هویز               | ایران Amirreza Hobubi          | ۴۶               | ایران      | IOAA 2019 |
| N/A  | ۲۰۲۰ | استونی      | N/A                        | کانادا Zhening Li              | ۴۰               | کانادا     | GeCAA     |
| ۱۴   | ۲۰۲۱ | کلمبیا      | بوگوتا (مجازی)             | روسیه Maksim Permiakov         | ۴۸               | روسیه      | IOAA 2021 |
| ۱۵   | ۲۰۲۲ | گرجستان     | کوتائیسی                   | رومانی Vlad Ștefan Oros        | ۴۵               | ایران      | IOAA 2022 |
| ۱۶   | ۲۰۲۳ | لهستان      | خوژوف / کاتوویتسه          | اسلوونی Peter Andolšek         | ۵۲               | بریتانیا   | IOAA 2023 |
| ۱۷   | ۲۰۲۴ | برزیل       | ریو دو ژانیرو / Vassouras  | اسلوونی Peter Andolšek         | ۵۴               | ایران      | IOAA 2024 |
| ۱۸   | ۲۰۲۵ | هند         | بمبئی                      | TBD                            |                  |            | IOAA 2025 |

1. ↑  به دلیل بیماری کرونا، یک مسابقه مجازی جایگزین المپیاد ۲۰۲۰ شد: مسابقه جهانی الکترونیک نجوم و اخترفیزیک. Global e-Competition on Astronomy and Astrophysics (GeCAA)
2. ↑  مسابقه جهانی الکترونیک نجوم و اخترفیزیک توسط هیئت بین‌المللی المپیاد جهانی نجوم و اخترفیزیک با حمایت گسترده کمیته المپیاد نجوم استونی سازماندهی شد.

اولین المپیاد جهانی نجوم و اخترفیزیک نوجوانان، برای دانش‌آموزان زیر ۱۶ سال از ۳۰ اکتبر تا ۷ نوامبر ۲۰۲۲ در رومانی برگزار شد. دومین المپیاد جهانی نجوم و اخترفیزیک نوجوانان از ۲۴ تا ۳۰ سپتامبر ۲۰۲۳ در ولس، یونان برگزار شد که شرط سنی آن به دانش‌آموزان زیر ۱۵ سال تغییر کرد. سومین المپیاد جهانی نجوم و اخترفیزیک نوجوانان از ۳ تا ۱۰ اکتبر ۲۰۲۴ در کاتماندو، نپال برگزار خواهد شد.

## قالب مسابقات
مسابقات در هر سال، تحت نظر وزارت مربوط کشور میزبان سازماندهی می‌شود و حدود ۱۰ روز ادامه می‌یابد. هر کشور می‌تواند یک تیم حداکثر ۵ نفره شامل دانش‌آموزان و دو نفر بزرگسال به عنوان رهبر تیم به مسابقات بفرستد. (بعضی کشورها مانند ایران، می‌توانند تیم دومی را تحت عنوان مهمان به مسابقات بفرستند) رهبران تیم (تیم لیدرها) می‌توانند سؤالات را به زبان مادری دانش‌آموزان ترجمه کنند. تمام هزینه‌های این ۷ نفر در این ده روز، توسط برگزارکنندگان تأمین می‌شود و شرکت‌کنندگان تنها بایستی هزینه سفر خود را بپردازند.

### آزمون‌ها
هر دوره از مسابقات شامل آزمون‌های زیر است:
- آزمون نظری یا تئوری که از دو بخش سؤالات کوتاه و بلند تشکیل شده‌است. هر دوره معمولاً شامل ۱۵ سؤال کوتاه و ۲ یا ۳ سؤال بلند است. این آزمون تقریباً نصف نمره نهایی را تشکیل می‌دهد.
- آزمون تحلیل داده که آزمونی بر روی کاغذ یا کامپیوتری است که طی آن شرکت‌کنندگان به تحلیل داده‌های واقعی می‌پردازند. این آزمون ۲۵٪ نمره کل را تشکیل می‌دهد.
- آزمون رصد که می‌تواند شامل رصد زیر آسمان واقعی یا آزمون آسمان‌نما (پلنتاریوم) باشد. این آزمون نیز ۲۵٪ نمره نهایی را تشکیل می‌دهد.

همچنین مسابقه تیمی نیز آزمون دیگری است که طی آن اعضای یک تیم مشترکاً سؤال طولانی یا سختی را حل می‌کنند. نمرات این آزمون تأثیری در نمره نهایی ندارد.
زبان رسمی مسابقات انگلیسی است اگرچه امکان ترجمه سؤالات وجود دارد. کشور میزبان مسئول طراحی و تصحیح سؤالات است اگرچه تیم لیدرها می‌توانند به نمرات اعتراض کنند.

### مشخص‌کردن برندگان
طبق اساسنامه مسابقات، برندگان مدال طلا، نقره، برنز و دیپلم افتخار بر اساس قاعده زیر تعیین می‌شوند:
۱- میانگین نمرات سه نفر اول به عنوان ملاک در نظر گرفته می‌شود.
۲- کسانی که نمره‌شان بیش از ۹۰٪ میانگین سه نفر اول باشد، مدال طلا دریافت می‌کنند.
۳- کسانی که نمره‌شان بین ۷۸٪ تا ۹۰٪ میانگین سه نفر اول باشد، مدال نقره دریافت می‌کنند.
۴- کسانی که نمره‌شان بین ۶۵٪ تا ۷۸٪ میانگین سه نفر اول باشد، مدال برنز دریافت می‌کنند.
۵- کسانی که نمره‌شان بین ۵۰٪ تا ۶۵٪ میانگین سه نفر اول باشد، دیپلم افتخار دریافت می‌کنند.
1. باقی افراد، گواهی حضور در مسابقات را دریافت می‌کنند.
2. کسی که بیشترین نمره را در مسابقات کسب کرده باشد، به عنوان برنده مطلق شناخته می‌شود و جایزه ویژه‌ای دریافت می‌کند.
3. جایزه‌های دیگری ممکن است به سایر افراد داده شود. (برای مثال، بهترین نمره آزمون تئوری، تحلیل داده، رصد، خلاقانه‌ترین راه حل و…)

## مشارکت ایران در المپیاد جهانی نجوم
- المپیاد هشتم: در سال ۲۰۰۳ میلادی (۱۳۸۲) ایران برای نخستین بار به‌طور غیررسمی، با حمایت سازمان ملی پرورش استعدادهای درخشان تیمی متشکل از یک دانش‌آموز دختر و دو دانش‌آموز پسر (از دانش‌آموزان مدارس استعدادهای درخشان تهران) را برای شرکت در هشتمین المپیاد جهانی نجوم به کشور سوئد اعزام نمود که ره آورد این تیم، سه مدال برنز بود.
- المپیاد نهم: در سال ۲۰۰۴ هم تیمی متشکل از ۵ دانش‌آموز دختر برای شرکت در نهمین المپیاد جهانی نجوم به کشور اوکراین سفر کرد. در آن سال تیم ایران موفق به کسب یک مدال طلا، دو مدال نقره و دو مدال برنز شد.
- المپیاد دهم: در سال ۲۰۰۵ میلادی (۱۳۸۴) توسط باشگاه دانش پژوهان جوان کمیته علمی نجوم تشکیل و آزمون المپیاد نجوم در بین دانش‌آموزان سراسر کشور برگزار شد. در این دوره، تیم ملی ایران از چهار دانش‌آموز دختر و سه دانش‌آموز پسر تشکیل شده بود که در مسابقات جهانی المپیاد نجوم در چین شرکت و با کسب یک مدال طلا، دو مدال نقره و سه مدال برنز و یک دیپلم افتخار، مقام چهارم جهان را کسب کرد. آزاده فتاحی علاوه بر کسب مدال طلا دراین دوره موفق به کسب مدال ویژه بالاترین نمره در امتحان تئوری نیز شد.
- المپیاد یازدهم: در سال ۲۰۰۶ یازدهمین المپیاد جهانی نجوم در کشور هندوستان برگزار شد. تیم ملی ایران با یک دانش‌آموز دختر و چهار دانش‌آموز پسر در این المپیاد شرکت کرد. در این دوره، تیم ملی ایران با یک مدال طلا، دو مدال نقره و دو مدال برنز موفق به کسب مقام سوم در جهان شد. در این رقابت‌ها الهه سادات نقیب و صدرا جزایری توانستند نمرهٔ کامل را در امتحان رصد کسب کنند.[۹]
- المپیاد دوازدهم: در سال ۲۰۰۷ جمهوری اسلامی ایران با تیم ملی المپیاد نجوم خود (شامل دو دانش‌آموز دختر و شش دانش‌آموز پسر) در دوازدهمین المپیاد جهانی نجوم اوکراین موفق به کسب مقام اول جهان در رده سنی زیر ۱۷ سال شد. دانش‌آموزان ایرانی با کسب سه مدال طلا و پنج مدال نقره برای کشور افتخار آفرینی کردند. در این دوره سید امیر سادات موسوی برنده مدال طلای جهانی و موفق به کسب بالاترین نمره در بین دانش‌آموزان شرکت کننده شد.
- المپیاد سیزدهم:سال ۲۰۱۹ ایران با دو تیم شامل نه نفر در این المپیاد شرکت کرد و توانست نتیجه خوبی را کسب کند. در این المپیاد دانش پژوهان آیلین ایمانی با کسب مدال طلا در واحد رصد و امیررضا حبوبی[۱۰] با کسب مدال طلا در واحد ادونس و عرفان عزیزی با کسب مدال نقره در واحد تحلیل داده توانستند نتیجه این دوره از المپیاد را به نفع تیم ایرانی حاضر در این دوره از المپیاد تغییر بدهند.

## مشارکت ایران در دوره جدید المپیاد جهانی نجوم و اختر فیزیک
- دوره اول: در سال ۲۰۰۷ همزمان با برگزاری المپیاد دوازدهم، با توجه به تغییرات عمده‌ای که در اساسنامه المپیاد جهانی نجوم ایجاد شده بود تیم ۵ نفره کشورمان در اولین المپیاد آزمایشی نجوم و اختر فیزیک که در تایلند برگزار گردید، شرکت و با کسب یک مدال طلا و چهار مدال برنز به کشور بازگشت.
- دوره دوم: در سال ۲۰۰۸ تیم ۵ نفره کشورمان مرکب از دارندگان مدالهای سالهای قبل در دومین المپیاد نجوم و اختر فیزیک (دور جدید) اندونزی شرکت و با کسب یک مدال طلا، یک نقره و دو برنز و یک دیپلم افتخار با کسب رتبه چهارم جهان به کشور بازگشت.
- دوره سوم: در سال ۲۰۰۹ این المپیاد در ایران برگزار شد و تیم ایران با یک تیم پنج نفره به عنوان تیم اصلی و یک تیم ۴ نفره به عنوان تیم میهمان شرکت کرد. در این رقابت ایران به ۴ مدال طلا، ۴ مدال نقره و یک مدال برنز شد.
- دوره چهارم: در سال ۲۰۱۰ در چین، تیم ایران با یک تیم پنج نفره به عنوان تیم اصلی و یک تیم ۵ نفره به عنوان تیم میهمان شرکت کرد. در این رقابت ایران به ۱ مدال طلا (توسط علی ایزدی راد دانش‌آموزی رفسنجانی)، ۴ مدال نقره، ۴ مدال برنز و یک دیپلم افتخار شد.[۱۱]
- دوره پنجم: در سال ۲۰۱۱ در لهستان، ایران موفق به کسب یک مدال طلا (توسط علی‌اکبر کاوه‌ای) و ۴ مدال نقره (توسط علی فهیم‌نیا، احسان عابدی، بهنام پورقاسمی نجف‌آبادی و آرین هاشمی) و ۵ مدال برنز (توسط مهدی سلیمانی‌فر، رامتین کرامتی، محمد بیاضی، اصلان نورقاسمی و پرهام پرسنده‌خیال) شد.[۱۲]
- دوره ششم: در سال ۲۰۱۲ در برزیل، تیم ایران موفق به کسب یک مدال طلا (توسط آرش گل‌محمدی نقشه)، ۴ مدال نقره (توسط محمدجواد شریعت زاده، کیانا افضلی، سید شایان خالوئی تفتی، عطا مرادی و فرزاد فتحی) و ۴ مدال برنز (توسط عرفان بیات، سارا علی‌قلی‌زاده صفری، فاطمه قشلاق‌پور و علی عباسی) شد. شایان ذکر است که شایان خالویی تفتی موفق به کسب نمره اول در بخش رصد شد.[۱۳]
- دوره هفتم: در سال ۲۰۱۳ در یونان، تیم ایران موفق به کسب ۳ مدال طلا (علی پیرمرادی بزنجانی، حسین خلیلی و مهرگان درودیانی)، ۳ مدال نقره (توسط پرهام برومند، محمدرضا بنائی و سید شایان ناظمی) و ۴ مدال برنز (داریوش شاهین‌راد، امیرپاشا قابوسی، هومن شاهرخی و عرفان ذابح) شد.[۱۲]
- دوره هشتم: در سال ۲۰۱۴ در رومانی، تیم ایران موفق شد بهترین نتیجه تاریخ المپیاد ایران تا آن سال را کسب کند. این تیم، موفق به کسب ۴ مدال طلا (توسط، یزدان بابازاده،
- شهاب‌الدین محین، علی زینالی و علیرضا علوی) و ۶ مدال نقره (توسط کیهان بهدین، سهیل انصارین، محمد نبی‌زاده، محمدرضا حسن‌پور، امیررضا اسدزاده و شروین حکیمی) و ایستادن در مقام دوم جهان پس از کشور میزبان یعنی رومانی شد.[۱۴]
- دوره نهم: در سال ۲۰۱۵ در اندونزی، تیم ایران موفق به کسب ۳ مدال طلا، ۴ مدال نقره و ۳ مدال برنز شد و در رده‌بندی تیمی، در رتبه اول جهان قرار گرفت.[۱۵]
- دوره دهم: در سال ۲۰۱۶ در کشور هند برگزار شد که تیم ایران موفق به کسب دو مدال طلا (پارسا عالیان و روزبه قادری) سه مدال نقره (ستاره فروزان و وحید احمدی و ارسلان معتمدی) و چهار برنز (عماد صالحی و امیرحسین امیری و محمدحسین قاسم پور و معین محمدی) و یک دیپلم افتخار (رامتین محصل یزدی) شد.
- دور یازدهم: ایران با یک تیم در این مسابقات حضور پیدا کرد که موفق به کسب یک مدال طلا (شایان عزیزی) سه نقره (امیرحسین ستوده فر و پریماه صفریان و زهرا فرهمند) و یک مدال برنز (آتوسا موسایی گله) شد و پس از تایلند و هند به مقام سوم رسید.
- دور دوازدهم: ایران با دو تیم شامل ۹ دانش‌پژوه در کشور چین حضور یافت و رتبه اول این دوره از المپیاد را با کسب ۶ مدال طلا و ۳ مدال نقره برای ایران درج کرد. در این المپیاد هدی غلامی توانست جزو رتبه‌های برتر رصد در جهان باشد.[۱۶] علی یونسی، دانشجوی رشته مهندسی کامپیوتر دانشگاه صنعتی شریف در این سال مدال طلای المپیاد جهانی را دریافت کرد.[۱۷]
- دور سیزدهم: این دوره از المپیاد در کشور مجارستان در مردادماه ۹۸ برگزار شد. دانش‌آموزان کوشای ایران با دو تیم شامل ده نفر در این رقابت حضور یافتند و با دو مدال طلا و هفت مدال نقره و سه برنز به کشور بازگشتند.امیررضا حبوبی برنده اصلی این دورا از المپیاد بود.

حضور موفق دانش‌آموزان ایرانی در عرصه رقابت‌های جهانی و همچنین تجربه خوشایند میزبانی المپیاد جهانی فیزیک ۲۰۰۷ در اصفهان، موجب گردید تا در رای‌گیری هیئت ژوری در تایلند، میزبانی سومین المپیاد جهانی نجوم و اختر فیزیک ۲۰۰۹ به ایران واگذار شود.

## نتایج ایران
۲۰۱۹ در المپیاد اورآسیایی هم شرکت کرد. سال ۲۰۲۰ مسابقات غیررسمی استونی ۲ طلا و ۲ نقره و ۴ برنز و ۲ دیپلم افتخار کسب شد.
1. ۲۰۲۱: ۲ طلا، ۵ نقره ، ۲ برنز
2. ۲۰۲۲: ۹ طلا و ۱ نقره
3. ۲۰۲۳: ۳ طلا و ۲ نقره
4. ۲۰۲۴: ۵ طلا (بهترین نتیجهٔ ایران در مسابقات، برنده بخش تیمی و کشور برنده مسابقه)